# Sputoherpia
Sputoherpia is een geslacht van wormmollusken uit de  familie van de Amphimeniidae.

## Soorten
- Sputoherpia exigua Salvini-Plawen, 1978
- Sputoherpia fissitubata Salvini-Plawen, 1978
- Sputoherpia galliciensis Garcia-Álvarez, Urgorri & Salvini-Plawen, 2000
- Sputoherpia laxopharyngeata Salvini-Plawen, 1978
- Sputoherpia megaradulata Salvini-Plawen, 1978